# Psicostasis
La psicostasis (del griego στάσις, 'disputa', y ψυχή, 'alma') se refiere al acto de valoración de un alma mediante su pesaje. Este tema es frecuente en las culturas antiguas, que consideran que el alma o materia espiritual puede ser juzgada en una balanza para determinar su destino.

## Primeras apariciones: el pesaje de las almas en la cultura egipcia
La primera noción conservada del concepto de psicostasis se halla en la escatología egipcia, que sostiene la existencia de un juicio post mortem donde nuestras acciones serán valoradas mediante su pesaje ante un tribunal divino. Probablemente estas ideas provengan de la cultura oral, que irá evolucionando hasta una formalización de la tradición en tiempos del Imperio Nuevo, momento en que el Libro de los Muertos ya se encuentra notablemente organizado. En el capítulo 125, se describe el ritual de Pesaje del Corazón o Juicio de Osiris: el difunto es guiado a la Sala de las dos verdades, donde comparece ante el dios Osiris, sus dos hermanas Isis y Neftis, y catorce asesores. En el centro de la Sala se halla una gran balanza con la que Anubis procederá al pesaje. El difunto debe pronunciar, en primer lugar, sus alabanzas al juez y a todos los dioses presentes:
Honor a ti, gran dios, señor de las dos verdades. He acudido a tu presencia. Al llegar he visto tu perfección. Te conozco, conozco tu nombre y conozco el nombre de los cuarenta y dos dioses que están contigo en esta sala de las dos verdades, que viven como guardianes de los malvados, que beben su sangre en este día en que se juzga nuestro temperamento ante el Ser bueno.
Luego, el difunto debía defender su alma mediante una ‘confesión negativa’, donde se declaraba inocente de toda clase de fechorías:
 No he pecado contra los hombres, no he maltratado a mi gente. No he hecho trabajar más allá de lo que se debía. No he calumniado a Dios. No he sido cruel con el pobre. No he hecho pasar hambre. No he reducido el celemín. No he cortado la palmera. No he engañado en las medidas de los campos. No le he quitado nada al contrapeso de la balanza. No les he quitado la leche de la boca a los niños. No he detenido el agua en su estación. No he detenido a Dios mientras hacía su salida.
El discurso del difunto prosigue hasta defender treinta y siete veces su inocencia, para luego apelar directamente a los cuarenta y dos dioses reunidos, negando a cada nombre pronunciado un pecado diferente. Cuando el sujeto termina con su discurso, Anubis psicopompos ("pesador de almas") procede a colocar el ib o corazón del muerto en un platillo de la balanza. En el otro platillo, se colocará la pluma que personifica a la diosa Maat, representante de la verdad, la justicia y la armonía universal. Si el corazón del muerto pesa más que la pluma de Maat, se considerará impuro y se entregará a Ammyt, diosa devoradora de muertos con cabeza de cocodrilo, patas delanteras de león y posteriores de hipopótamo. Si los méritos del difunto se equiparan a sus faltas y la balanza se equilibra, su destino será servir al dios Socar en el mundo subterráneo. Finalmente, si el corazón es puro y, por tanto, más ligero que la pluma de Maat, el muerto es proclamado maa-kheru ("justo de voz"), y puede acceder a Aaru, el reino de Osiris. Tot, dios escriba, es el encargado de anotar el resultado.

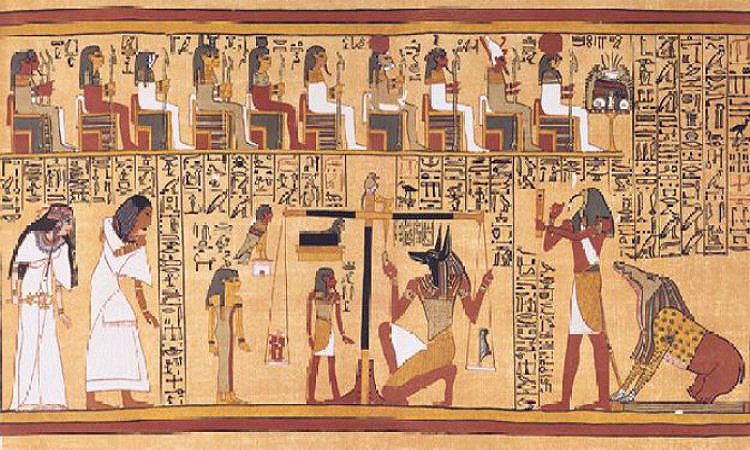
El Papiro de Ani: capítulo 125 del Libro de los Muertos

Esta escena de psicostasis se halla descrita e ilustrada en varias versiones del Libro de los Muertos, siendo las más célebres el Papiro de Hunefer o el Papiro de Ani.

## El concepto griego del pesaje

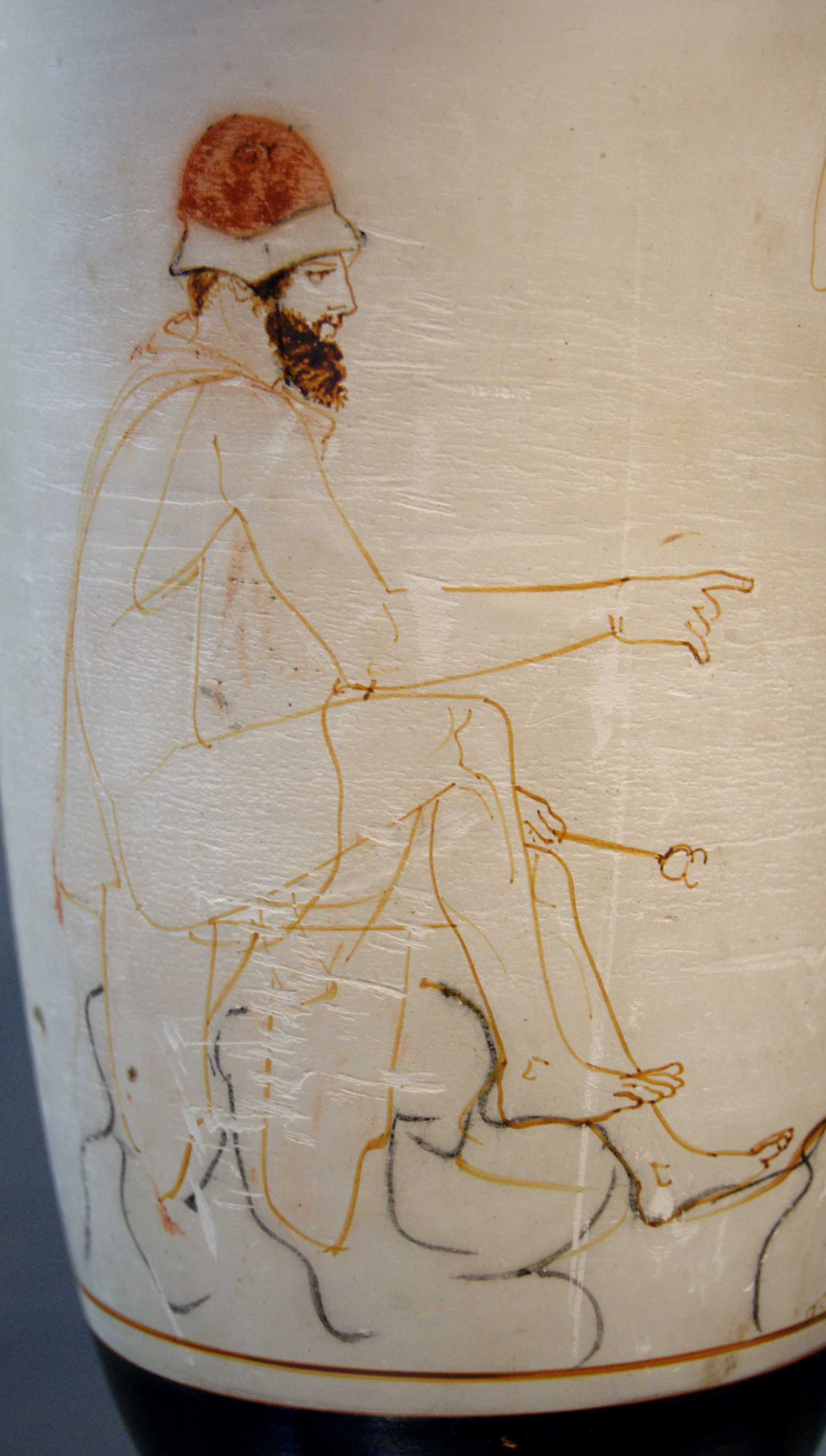
Hermes psicopompos recibiendo un alma para guiarla hasta el Hades. Lécito funerario del 450 a. C.

En la cultura egipcia se concebía la psicostasis en un contexto estrictamente escatológico, eso es, para revelar el destino del alma después de la muerte. Lo que se pone en la balanza es, en el caso egipcio, el peso moral de las acciones de un sujeto en concreto. En el mundo clásico, existen matices de este mismo concepto de pesaje espiritual, lo que da lugar a otro tipo de juicios alejados de las cuestiones morales. 
En la Ilíada, se halla el ejemplo más célebre de pesaje dentro de la cultura griega. Se trata de una kerostasis (del griego kήρες y στάσις), juicio en que se ponen en balanza los destinos de dos combatientes enfrentados para decidir su porvenir. Cuando Aquiles acude al encuentro de Héctor para vengar a su amigo Patroclo, Zeus toma una balanza para pesar los destinos de los dos guerreros y decidir así un vencedor. El de Héctor resulta más pesado, por lo que el héroe debe morir. En este caso de kerostasis o juicio de destinos, habitualmente es Zeus quien ocupa el lugar de psicopompos. Con todo, el portador de la balanza en la mitología clásica suele ser Hermes, y así lo vemos reflejado en gran parte de la iconografía. En las imágenes más habituales, la escena se representa mediante la figuración coetánea del personaje corporal y su alma (personificada en forma de ídolos o eidola),'que se dispone en el platillo de la balanza. Dichas almas suelen aparecer aladas y desnudas, aunque algunas veces se hallan armadas como hoplitas, lo cual lleva a pensar que no hay una regla clara que determine su iconografía. Los héroes se enfrentan a muerte en el combate, pero su verdadero destino se decide en el mundo de los dioses. En un lécito de figuras negras de Londres, se ve a Hermes realizando la psicostasis de Memnón y Aquiles, ambos representados como sujetos alados. El dios fija la mirada en el que ha de morir.
Cuando se aborda el tema de la psicostasis desde un punto de vista escatológico, vuelve a ser Hermes el elegido para llevar a cabo la función de guía y pesador de almas. Hermes es el dios mediador y viajero, protector de los límites y los caminos, así que no resulta una tarea extraña la de acompañar a los muertos en su trance hasta el juicio último ante Minos, Éaco y Radamantis. Se le conocen una serie de epítetos desde época temprana (psychagōgós, psychopompós, nekropompós, kátochos, kataibátēs) que le vinculan a estas acciones. Algunos autores hablan de la asimilación de la iconografía de Tot en la representación de Hermes-Mercurio, hallada sobre todo en las representaciones de amuletos apotropaicos. 

## El juicio cristiano de las almas
Como puede verse, el pesaje de las almas para su valoración moral es un tema de origen faraónico y parece que su presencia en antiguos ritos egipcios del Valle del Nilo favoreció el contacto con los cristianos coptos, que integraron el argumento a sus propias tradiciones partiendo a menudo de los elementos iconográficos.
En la tradición cristiana, el juicio de los muertos se sitúa en un contexto apocalíptico al final de los tiempos. El concepto de Juicio Final irá evolucionando a partir de la concepción básica de la llegada del Apocalipsis, momento en que se decide conjuntamente el destino final de la humanidad. Las bases textuales se hallan principalmente en el Evangelio de Mateo y en el Libro del Apocalipsis, fundamento principal para este argumento judicial, aunque también es posible encontrar algunas alusiones aún en el Antiguo Testamento. Así se lee en el Salmo 98, 9:
Delante de Yavé que viene a juzgar la tierra / y juzgará al mundo con justicia y al mundo con equidad.
El Concilio de Nicea de 325 reconoce los argumentos de la Parusia y el Juicio Final. Se admite, pues, la segunda llegada de Cristo a la Tierra para juzgar todas las almas de la humanidad, tanto de los vivos como de los muertos, que resucitarán en ese momento. Esta concepción primaria, por consiguiente, está basada en la idea de una sentencia global que dividirá el mundo entre justos y pecadores. No se habla todavía de un pesaje individualizado de las almas, sino de una separación como la que se lee en el Evangelio de Mateo (25:31-33):
Cuando el Hijo del Hombre venga en su gloria, y todos los santos ángeles con él, entonces se sentará en su trono de gloria, y serán reunidas delante de él todas las naciones; y apartará los unos de los otros, como aparta el pastor las ovejas de las cabras. Y pondrá las ovejas a su derecha, y las cabras a su izquierda.
Una de las mayores discusiones de la historia de la exégesis surge cuando se plantea la cuestión de la muerte individual. El debate oscila entre dos grandes posturas: la que considera la posibilidad de una retribución antes del Juicio Final y la de los partidarios de un estado de sueño o inconsciencia que va desde el momento de la muerte hasta la resurrección el día del Juicio Final. Con el tiempo, esta última propuesta se considerará heterodoxa, y predominará el concepto de un destino temporal del alma del difunto mientras espera la llegada del fin de los tiempos.
San Agustín fue uno de los primeros teóricos que abordaron el tema: en el primer capítulo de «De civitate Dei» hay referencias a la multiplicidad de los juicios de Dios, poniéndose de manifiesto la existencia de un juicio previo al final en el mismo momento de la muerte individual. De esta forma, se empieza a creer en la existencia de dos juicios del alma: el primero se celebra a nivel individual en el momento de la muerte física y el segundo de manera colectiva en el momento del Apocalipsis. La psicostasis aparecerá representada casi exclusivamente cuando se trate del juicio individual o particular, quedando en manos de Cristo Juez la separación –esta vez, sin uso de la balanza- entre justos y pecadores el día del Juicio Final. En algunos casos, los dos argumentos pueden convivir dentro de una misma composición iconográfica: se ve, por ejemplo, en el Tetraevangelio de Studion, en la Portada de Sante-Foye de Conques o en la de Sainte Lazare de Autun.[cita requerida]

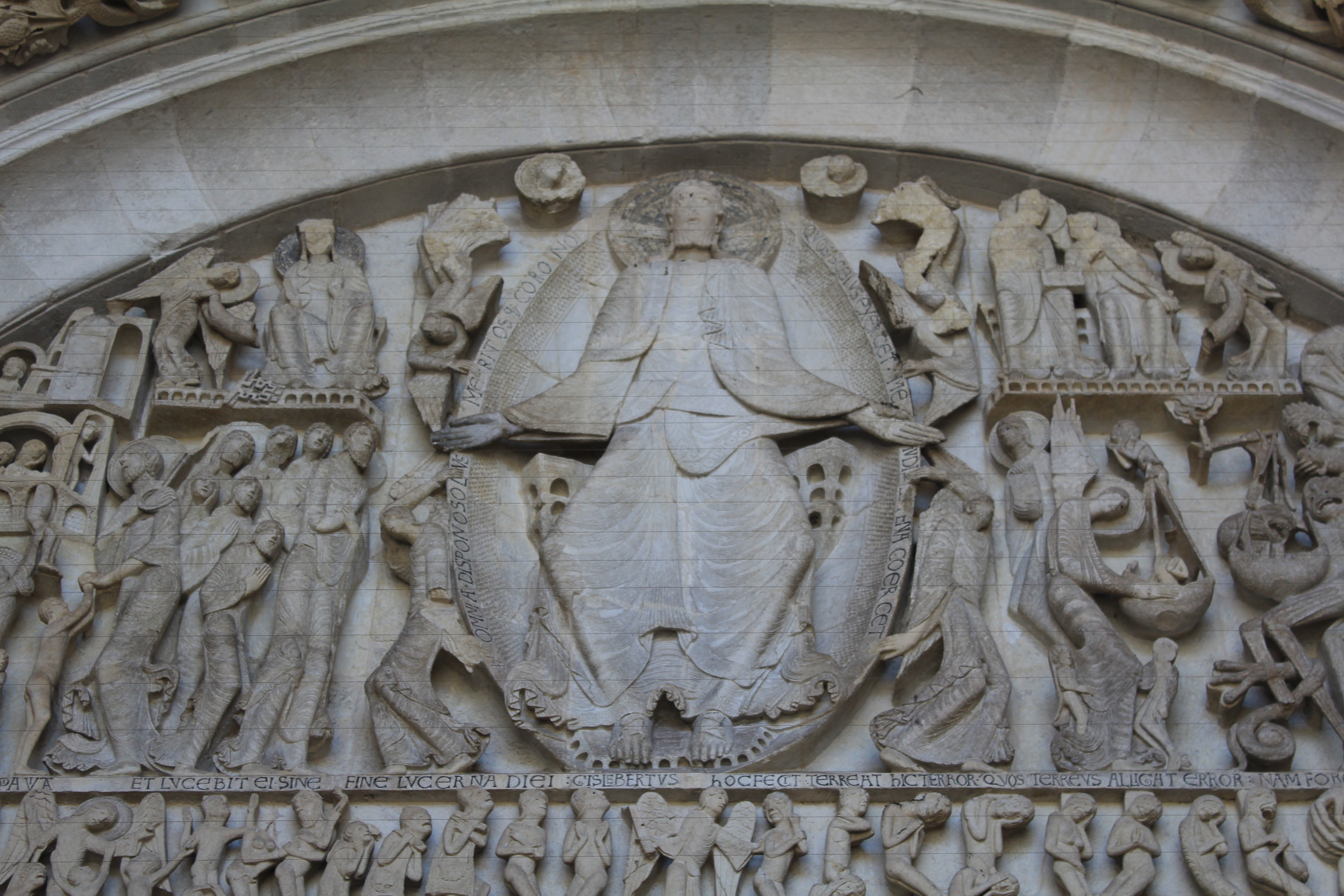
Detalle de la Portada del Juicio de la Catedral de Saint-Lazare de Autun. A la izquierda de Cristo Juez, San Miguel pesa las almas.

El encargado de realizar la psicostasis en la tradición cristiana será generalmente San Miguel Arcángel, a pesar de que en los textos no se le relacione explícitamente con el pesaje. Joaquín Yarza, en un capítulo dedicado a «San Miguel y la balanza», señala la voluntad cristiana de substituir los cultos paganos mediante la asimilación de sus imágenes. Así, la antigua figura de Hermes-Tot, muy popular incluso en época de supremacía cristiana, se identificará progresivamente con la de San Miguel, que adoptará su iconografía y algunos de sus atributos.[cita requerida]
Paolo Verzone propone el relieve de la puerta del Monasterio de Alahan como una de las primeras apariciones del arcángel sosteniendo una balanza en su función de psicopompos. En el mundo occidental, la imagen de San Miguel como pesador de almas no fue usual hasta la irrupción del románico. En la Cruz de Muiredach de Monasterboice, aparece la figura de Miguel sosteniendo la balanza con una mano y clavando una lanza al diablo con la otra. Probablemente se trata de un modelo iconográfico exportado del oriente bizantino. Otro ejemplo de esta fórmula se halla en uno de los relieves esculpidos a principios del siglo X en el Monte Gargano. La presencia de esta iconografía en estos dos puntos geográficos tan distantes pone de manifiesto cierta expansión del tema a lo largo de la Alta Edad Media, todo ello de la mano de un creciente auge del culto a San Miguel.[cita requerida]

## Galería

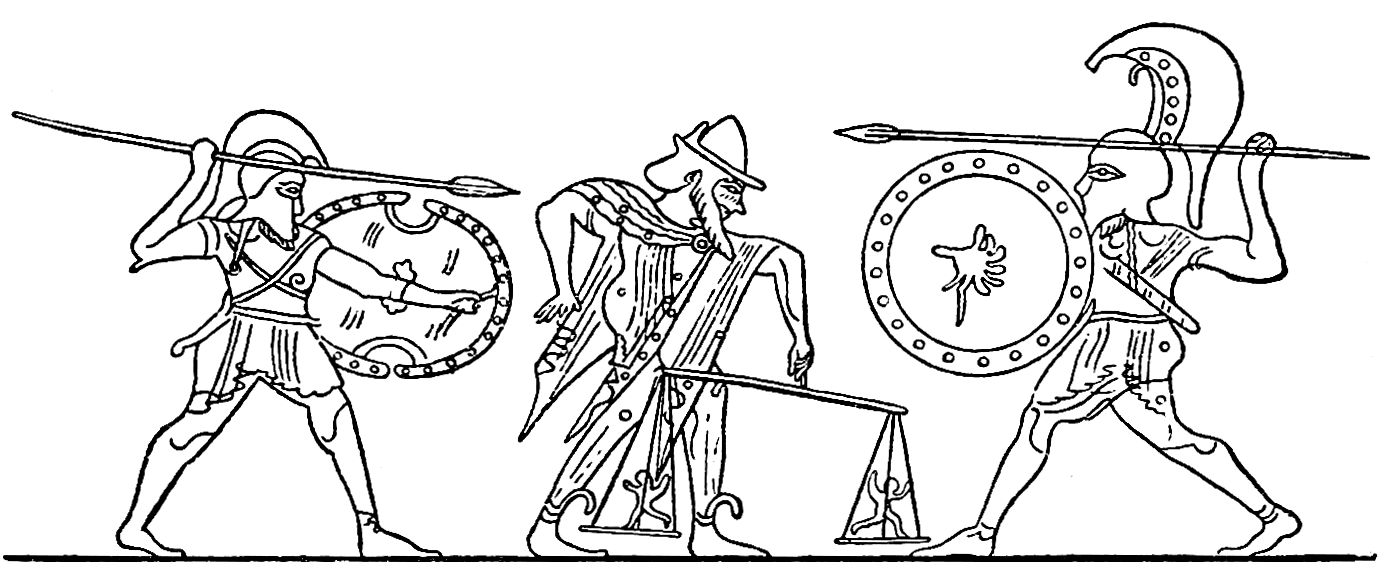
Escena de kerostasia. Hermes, en este caso, pesa las almas de Héctor y Aquiles para decidir su futuro. (Esquema realizado a partir del Lécito de Capua, Museo Británico.)
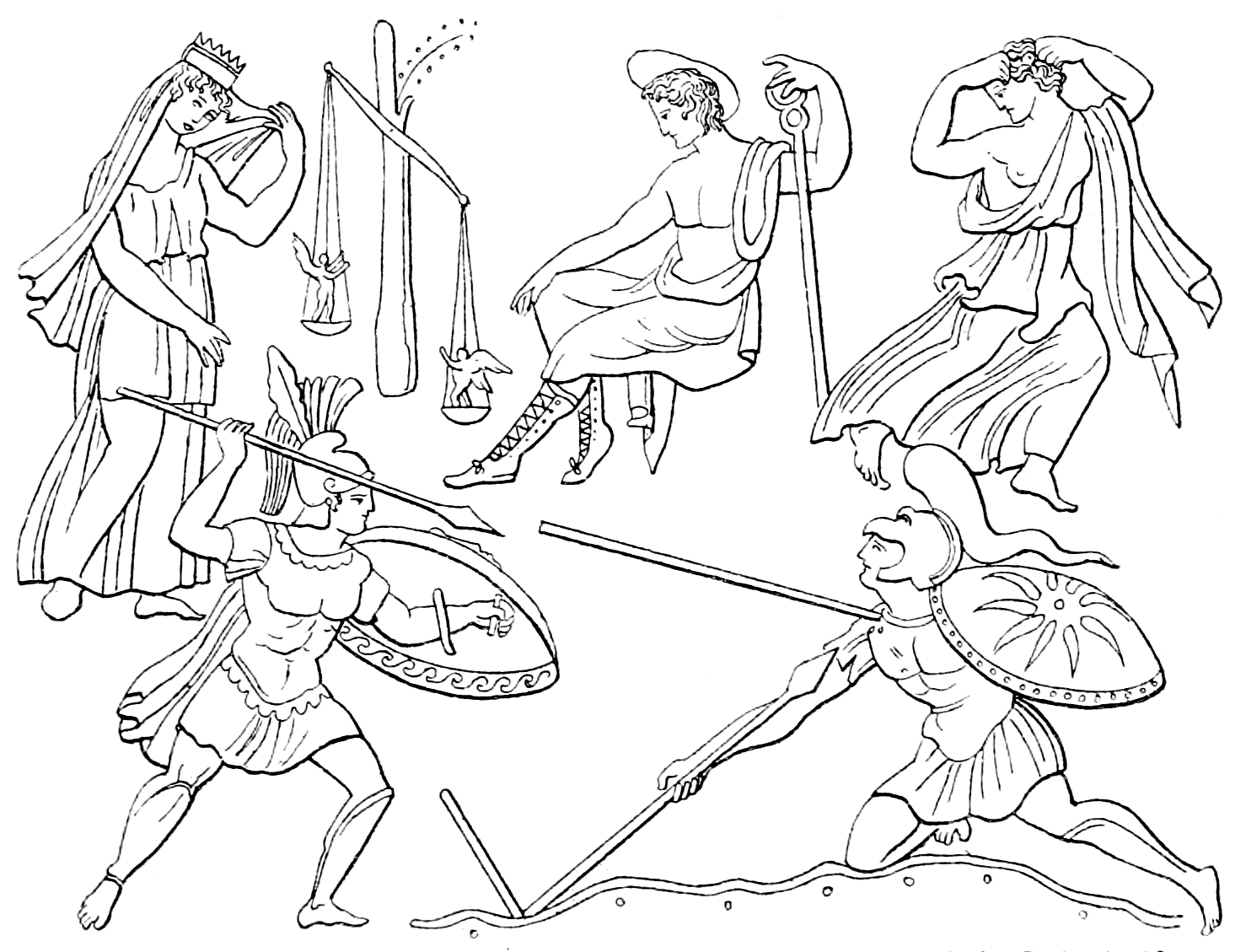
Zeus decide el futuro de los guerreros Aquiles i Memnón mediante el pesaje. (Esquema a partir de la imagen de una ánfora funeraria del 330 aC).
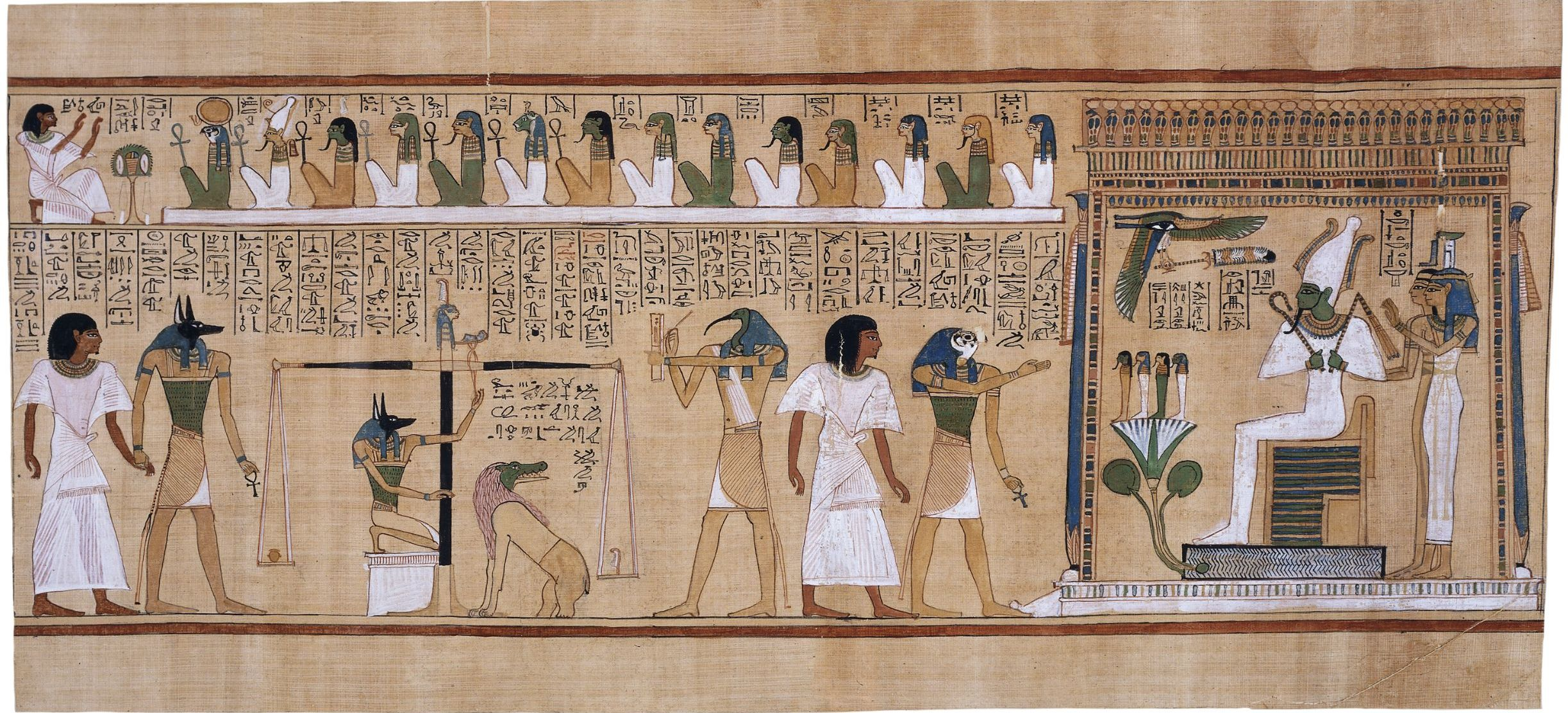
Juicio de Osiris con psicostasis, Papiro de Hunefer, 1310-1275 aC.
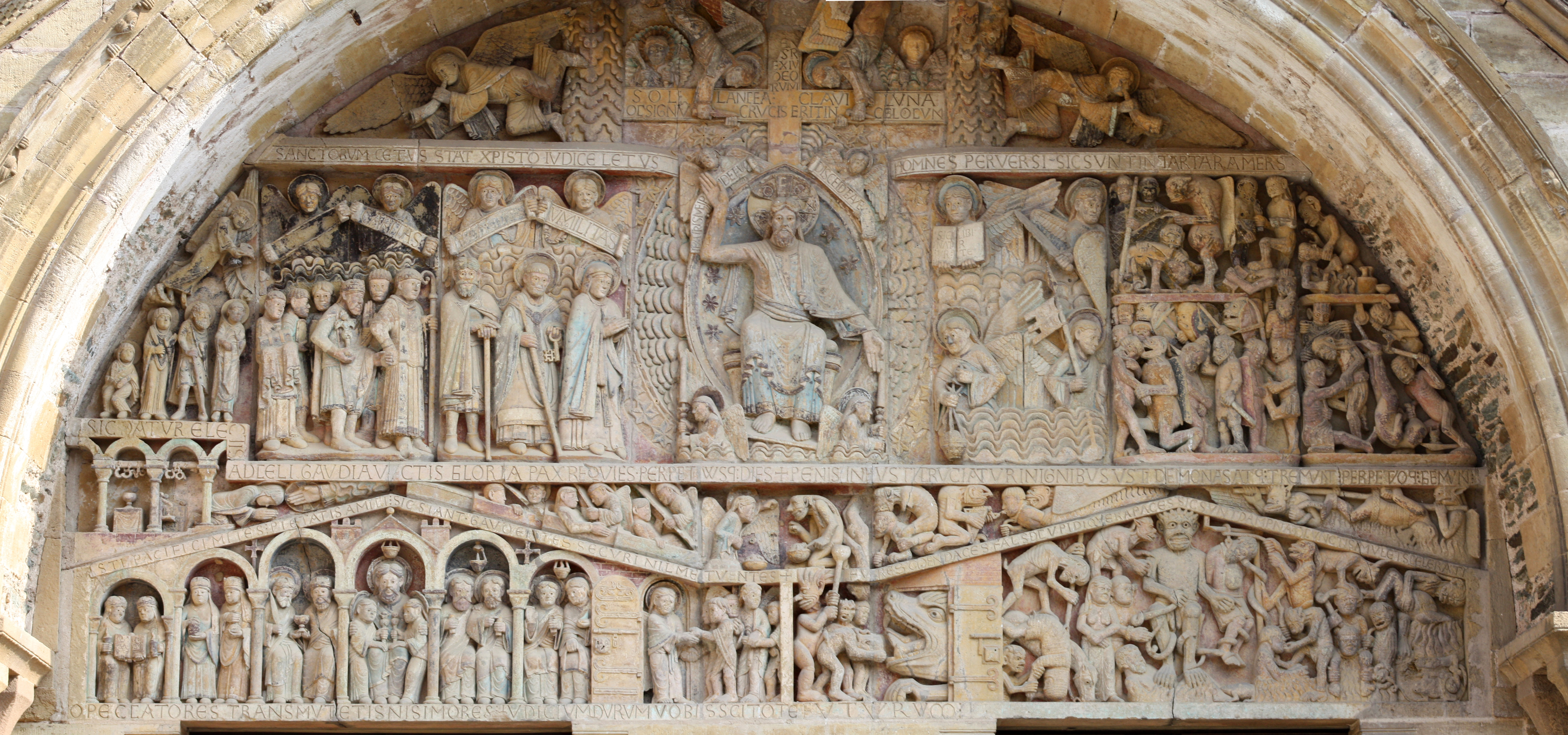
Portada del Juicio (1120-1135) de la abadía de Sainte Foy de Conques. A los pies de Cristo entronizado, San Miguel con la balanza, manipulada por el diablo.
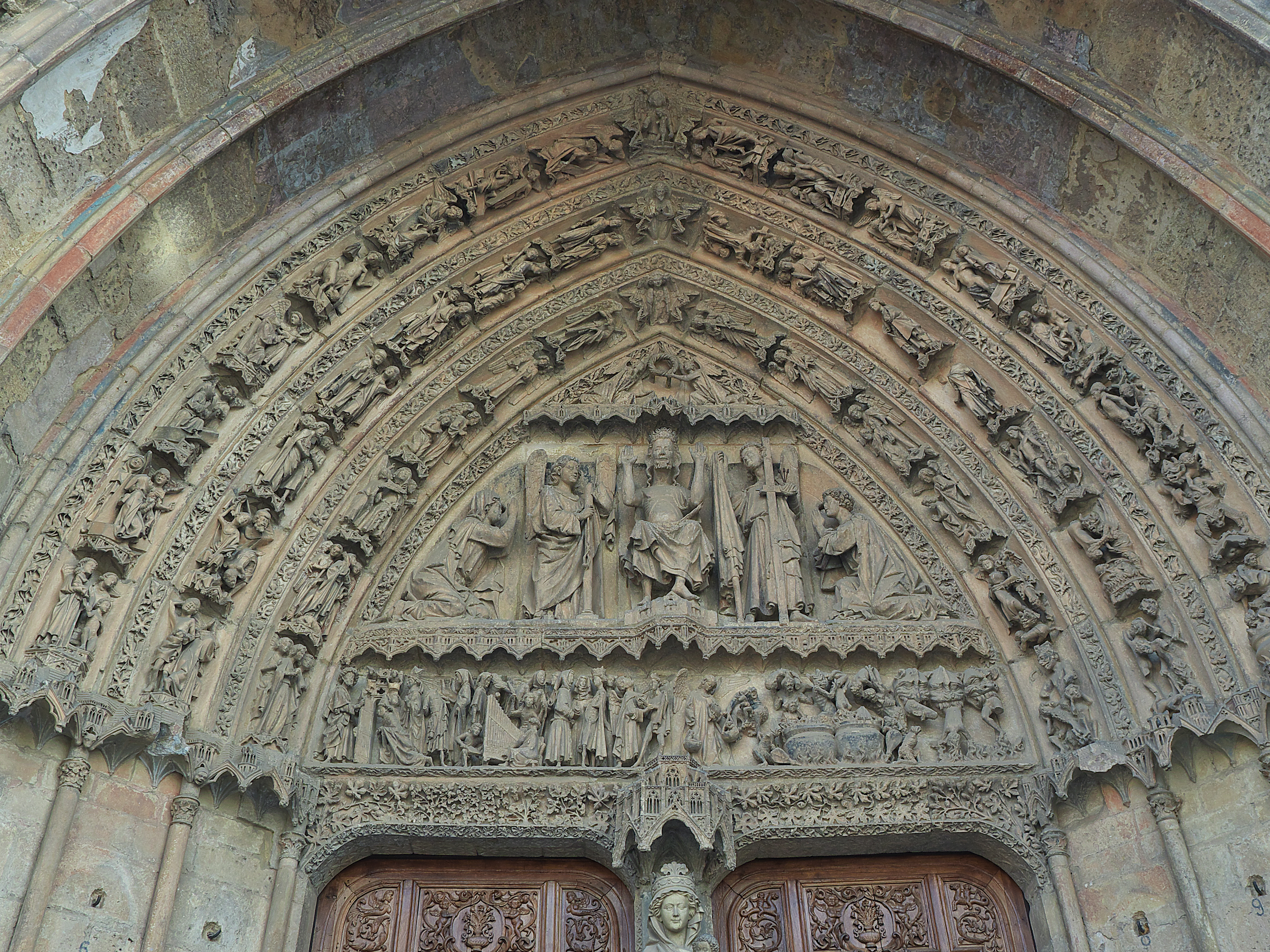
Pórtico del Juicio de la Catedral de León (1260-1280). A los pies de Cristo, Miguel psicopompos pesa las almas para separar sus destinos.
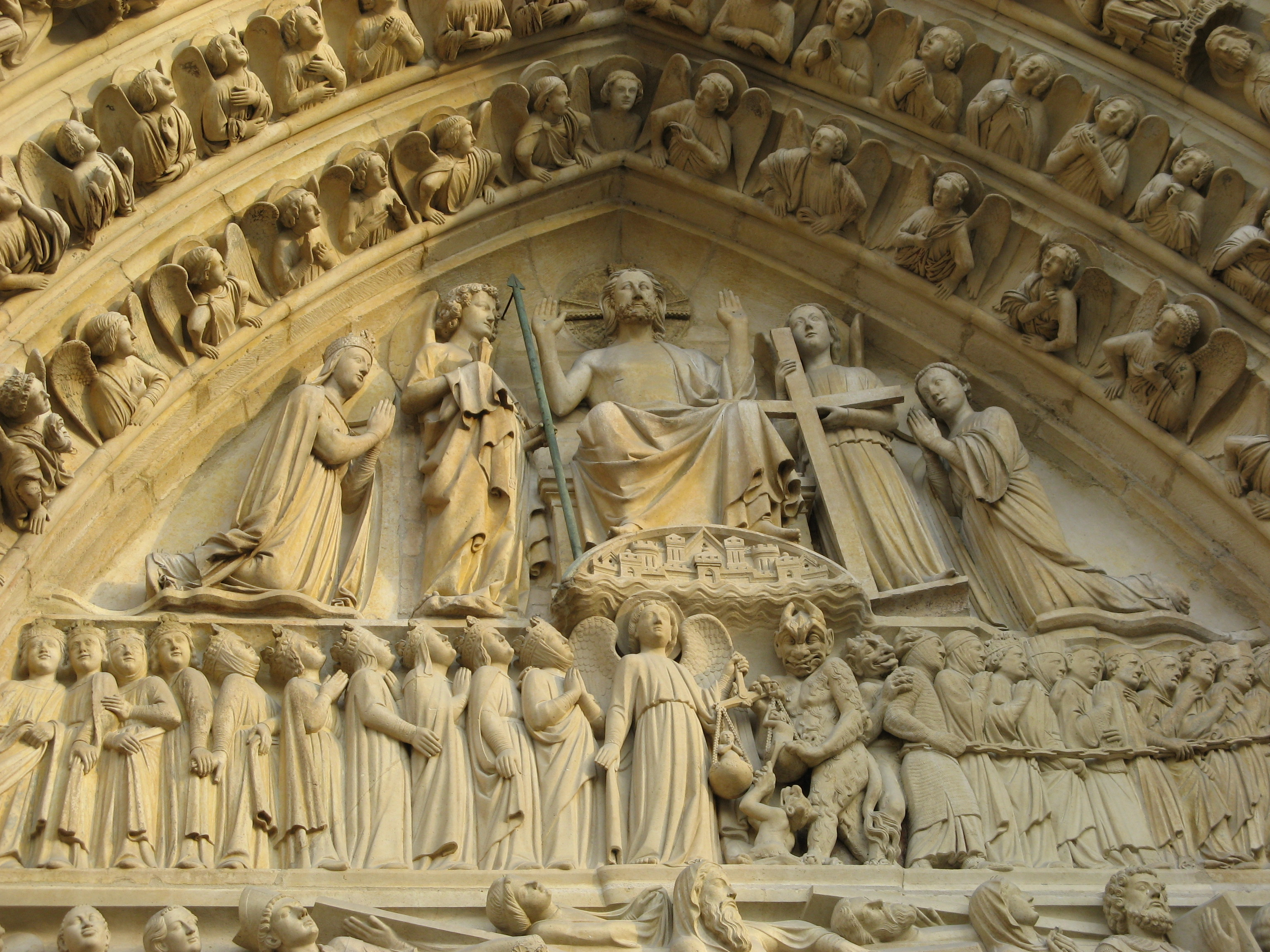
Tímpano de la Portada del Juicio Final (s. XIII), Catedral de Notre-Dame en París. San Miguel pesa las almas a los pies de Cristo mientras los demonios tratan de manipular la balanza.
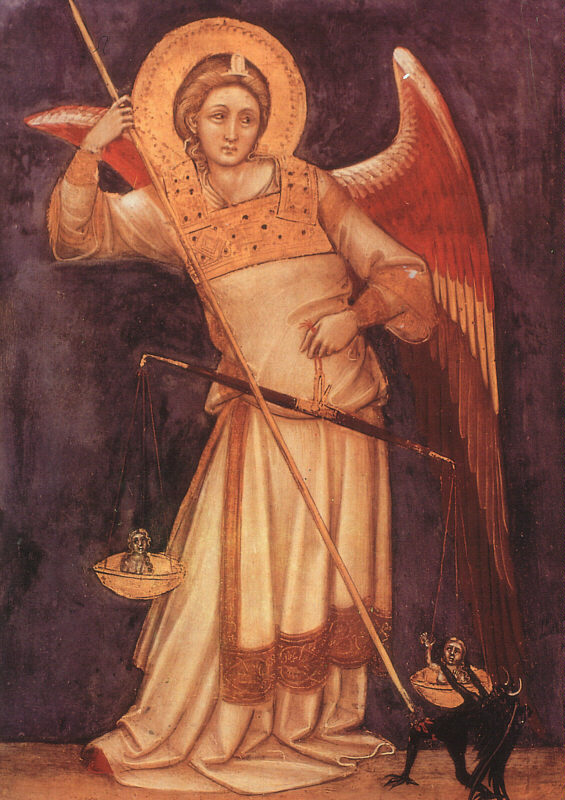
San Miguel Psicopompos (Guariento di Arpo, 1350). En los platillos, dos pequeñas figuras desnudas que representan almas humanas. Un pequeño diablo trata de decantar la balanza a su favor.
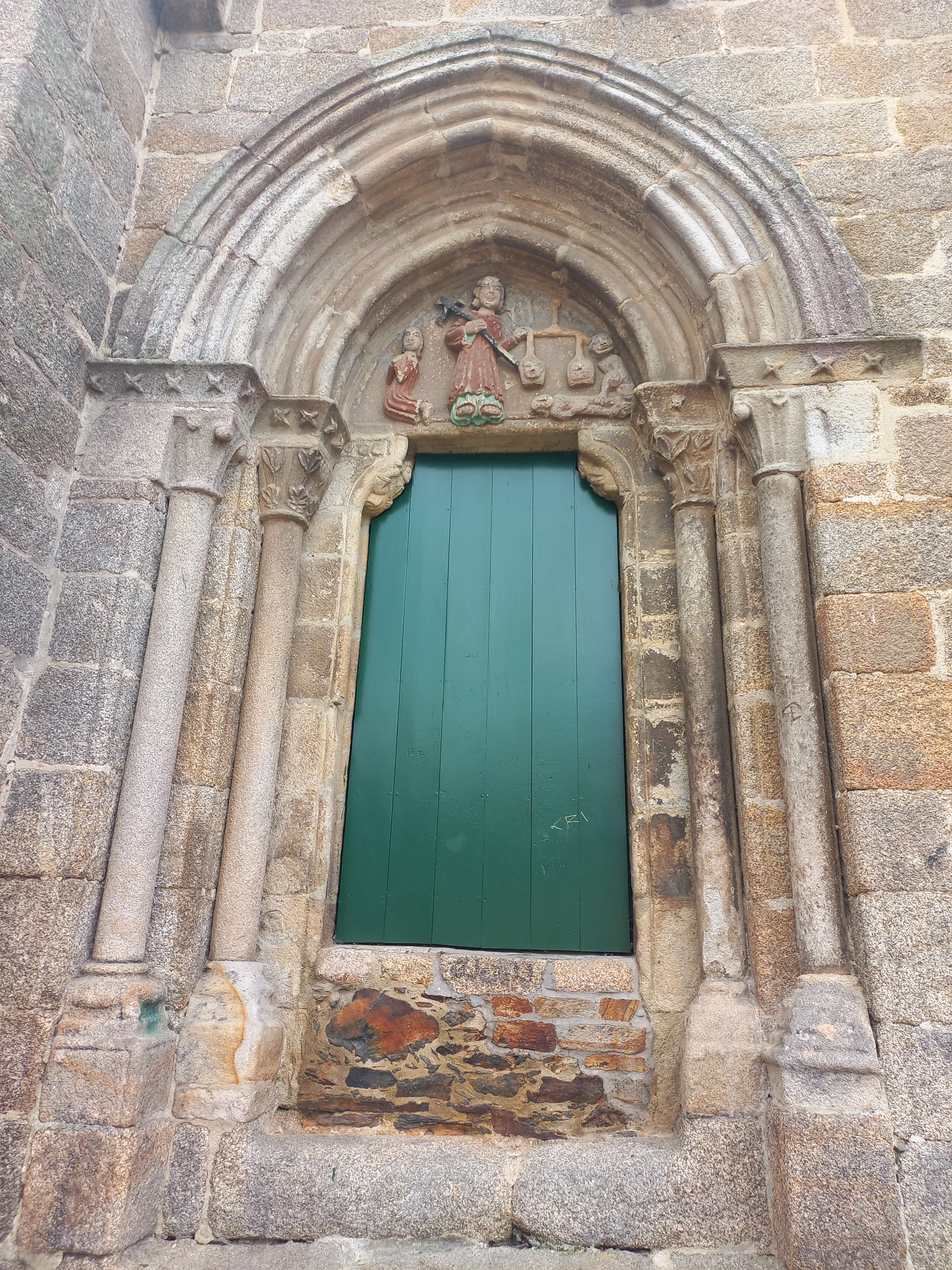
San Miguel Psicopompos representado pesando las almas mientras un demonio intenta desequilibrar la pesada en una de las puertas góticas de la Iglesia de Santa María del Azogue (Betanzos, A Coruña, España).
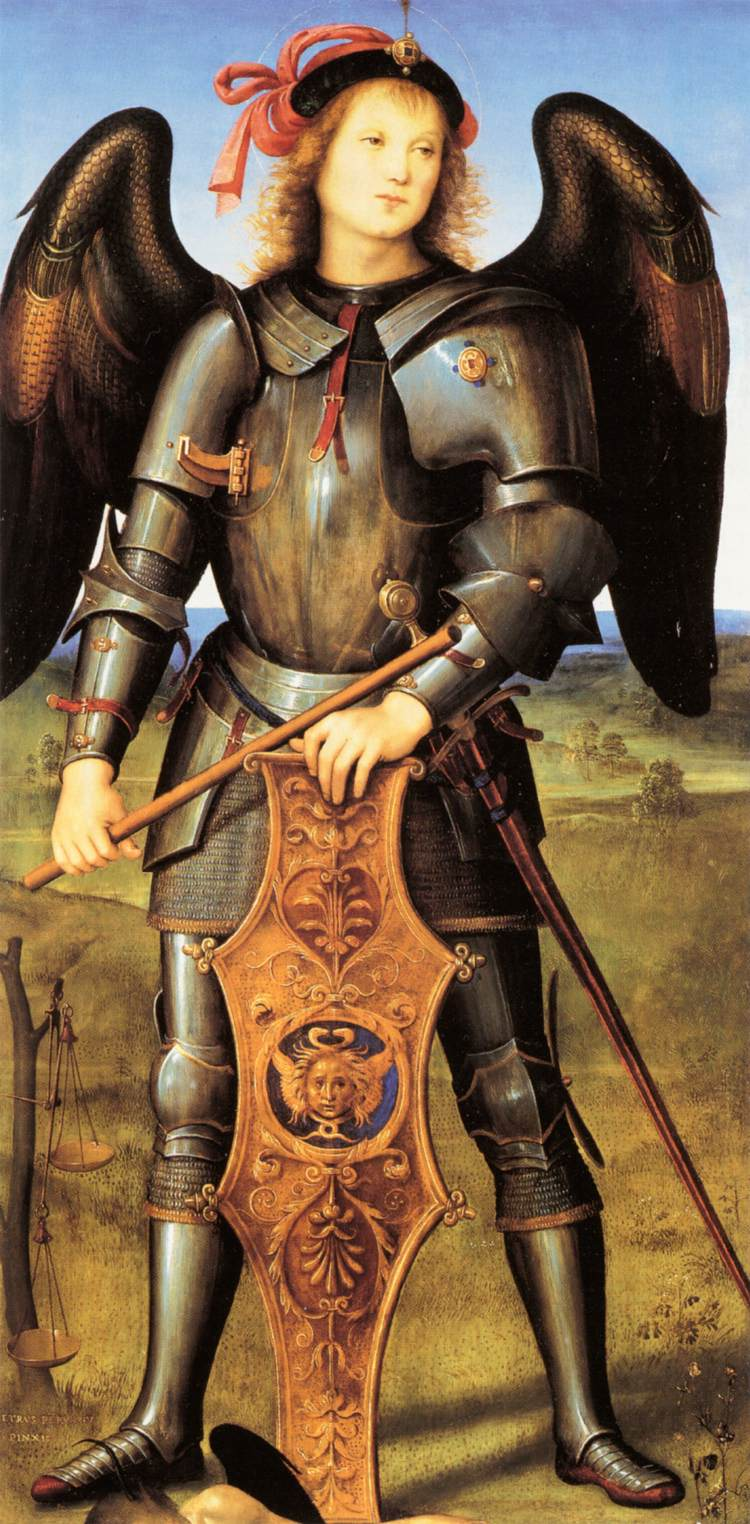
Aunque los atributos más llamativos de este San Miguel sean los bélicos, aparece una balanza en una zona marginal, detrás de la figura. (San Miguel, Pietro Perugino, 1499)
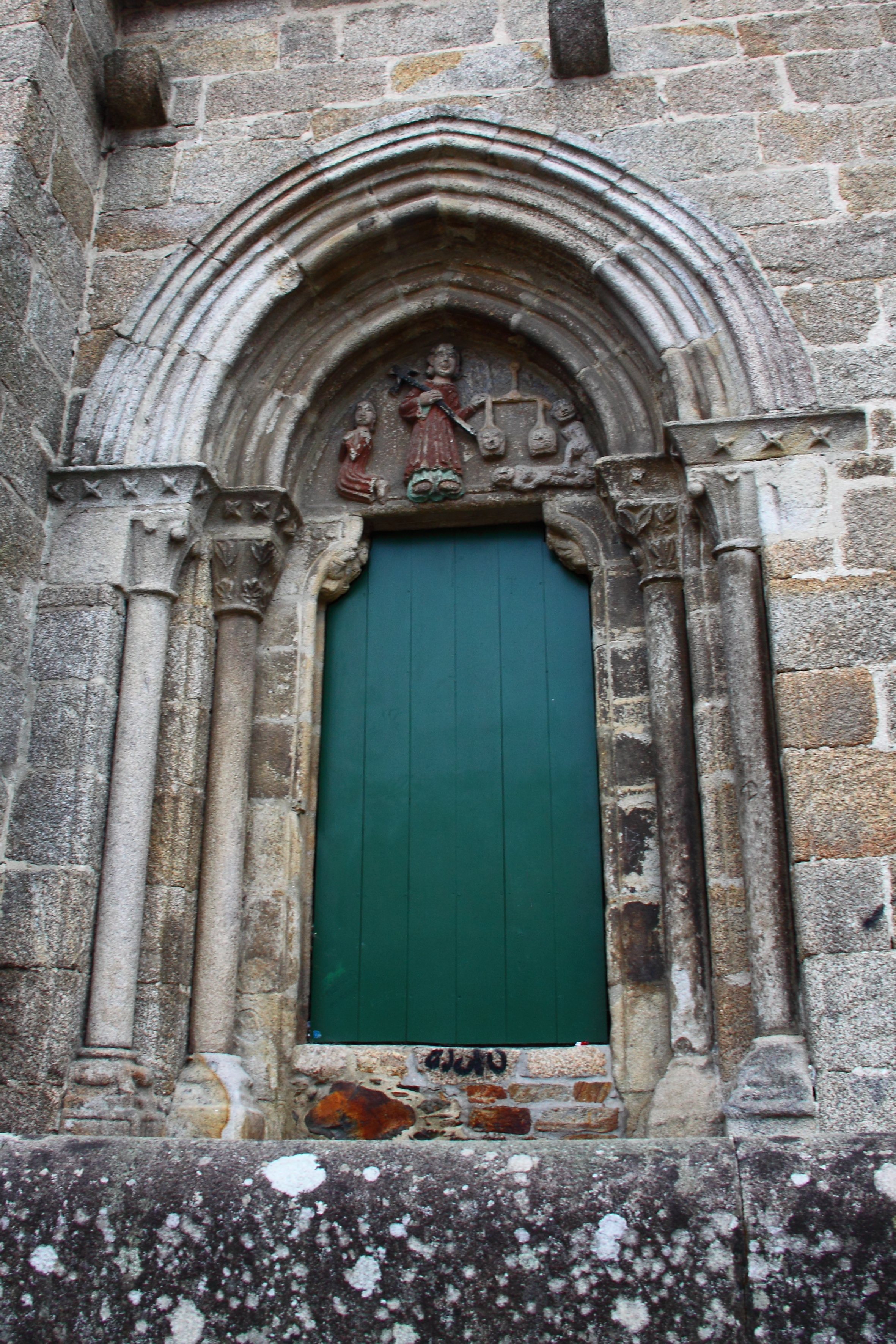
Psicostasis en el tímpano de la Portada Norte de Santa María del Azogue (s. IX)
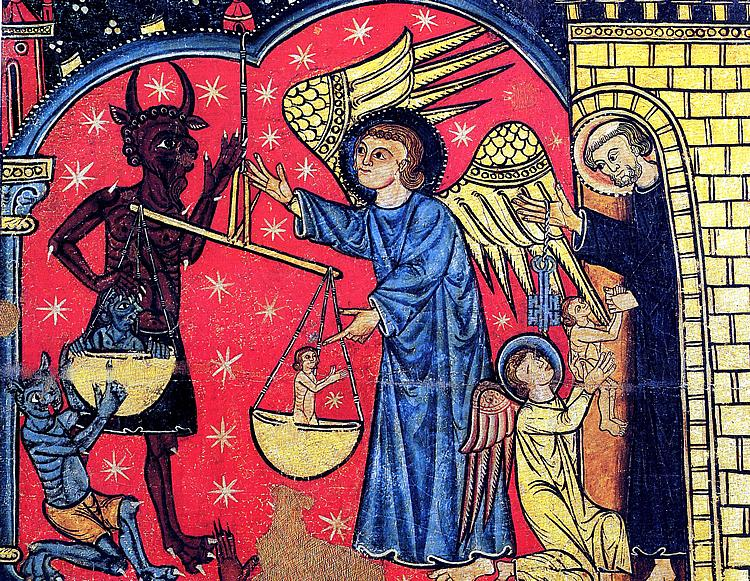
Detalle de psicostasis en la Tabla de San Miguel (s. XIII), Maestro de Soriguerola.
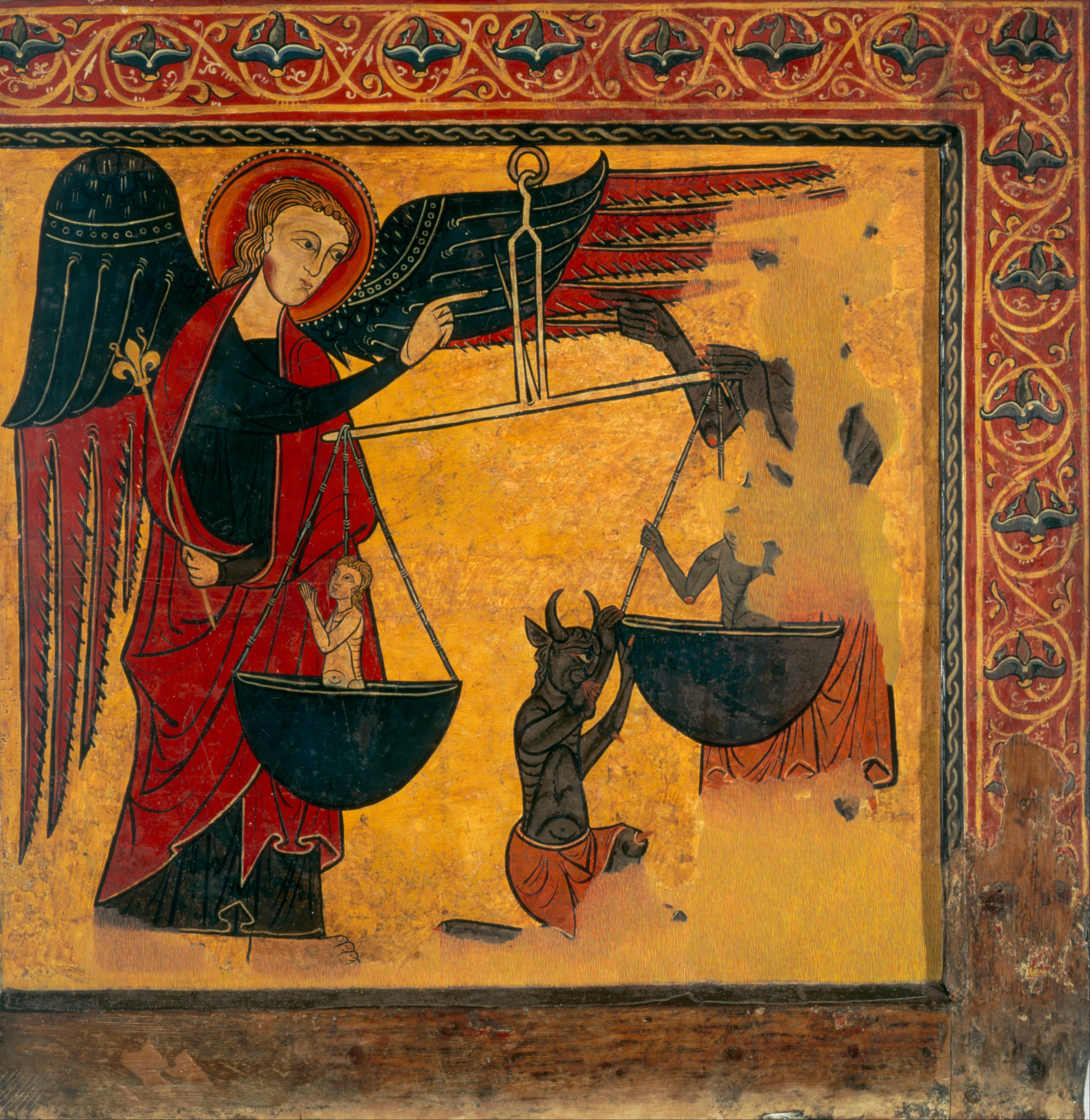
San Miguel pesando almas con el diablo intentando decantar la balanza a su favor. Escena pintada por el Maestro de Soriguerola, siglo XIII.